# Epilacja

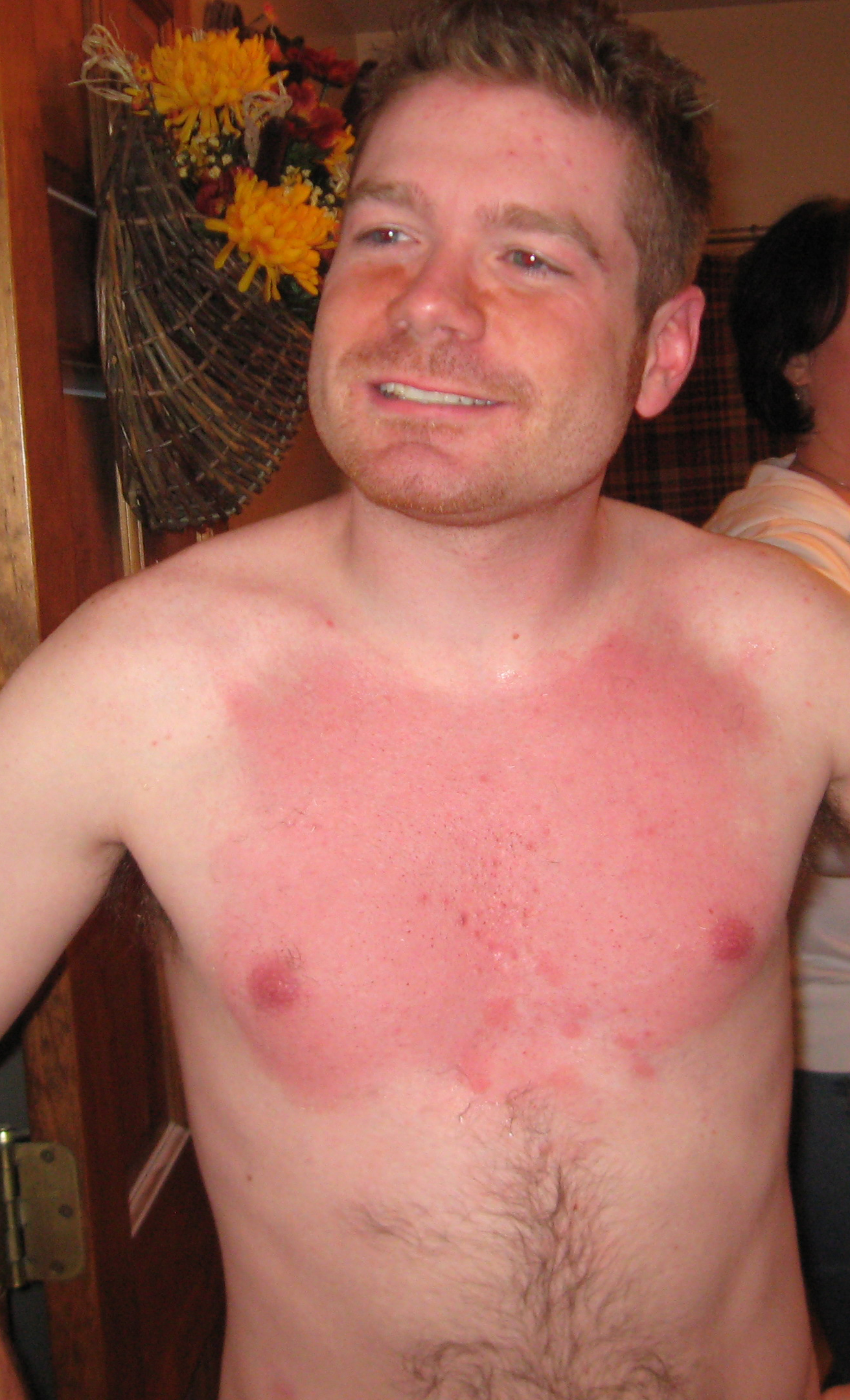
Zaczerwienienie i obrzęk po woskowaniu

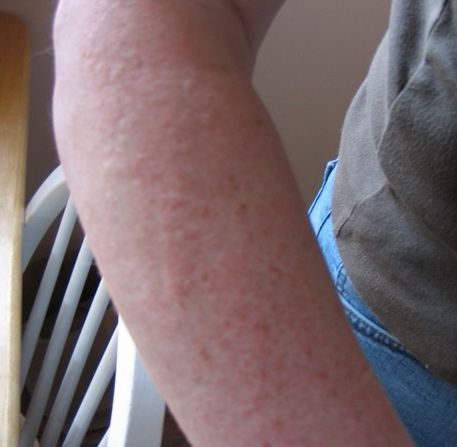
Ludzkie ramię cztery godziny po zabiegu laserowym

Epilacja – czasowe lub trwałe pozbawienie skóry owłosienia, co może być skutkiem celowego działania (np. zabiegu kosmetycznego) lub działania ubocznego (np. działania promieniowania jonizującego, chemikaliów, leków).  

## Zabieg kosmetyczny
W zabiegu epilacji włos usuwany jest wraz z korzeniami (cebulkami) w odróżnieniu od depilacji, gdzie cebulki zostają w skórze.
W przeciwieństwie do depilacji, którą najczęściej wykonuje się w domu, epilacja zazwyczaj wymaga udania się do zakładu kosmetycznego. 
Przeprowadza się różne rodzaje epilacji:
- epilacja laserowa – usuwanie włosów za pomocą lasera o odpowiedniej długości fali[1], światło laserowe zamieniane jest na ciepło, które niszczy włos[1]
- elektrokoagulacja
- elektroliza – w cebulkę wbija się igłę, przez którą płynie stały prąd galwaniczny
- fotoepilacja – usuwanie włosów przy pomocy impulsów świetlnych, które uszkadzają włos
- termoliza – metoda podobna do elektrolizy, jednak używa się tu prądu zmiennego
- ultradźwięki – drgania spowodowane dźwiękami pozwalają, by w mieszki włosowe wpłynęła substancja aktywna, która niszczy włosy wraz z cebulkami

### Wady
Każdy włos należy usuwać pojedynczo, przez co zabiegi mogą być dość długie. Zazwyczaj na zabieg trzeba udać się powtórnie (czasem nawet kilka razy), by usunąć włosy, które w momencie zabiegu nie były w stanie wzrostu. Kolejną wadą jest bolesność. Zabiegi mogą podrażnić skórę i spowodować krótkotrwałe opuchnięcia, a także bąble.

## Promieniowanie jonizujące
W przypadku napromieniowania epilacja występuje zwykle 2–3 tygodnie po otrzymaniu dawki na skórę około 2 grejów. Im dawka większa, tym szybciej występuje epilacja. Przy dawkach poniżej 0,5 Gy, epilacja nie występuje wcale.